# Бердяуш
Бердя́уш — рабочий посёлок в Саткинском районе Челябинской области России. Центр Бердяушского городского поселения.
Расположен на западе области, в 33 км к западу от Златоуста, на реке Большой Бердяуш.

## История
Поселение основано в 1890 году в связи со строительством участка Уфа — Златоуст Самаро-Златоустовской железной дороги. Руководителем строительства этого участка был Николай Гарин-Михайловский.
В 1916 году была построена Западно-Уральская железная дорога.
Железная дорога всегда оказывала решающее влияние на жизнь посёлка. В Гражданскую войну станция Бердяуш имела существенное тактическое значение, поскольку находилась на стыке Самаро-Златоустовской и Западно-Уральской железных дорог. В мае 1918 года красноармейцы разместили здесь промежуточный штаб Златоуст-Челябинского фронта. В июне того же года станцию захватили белогвардейцы и удерживали в течение года, пока 12 июня 1919 года их не выбила кавалерийская бригада под командованием И. Д. Каширина
Статус посёлка городского типа Бердяуш получил в 1928 году.
В годы Великой Отечественной войны железнодорожники Бердяуша трудились стахановскими темпами, ведь через станцию шли основные потоки грузов из Сибири, Дальнего Востока, Казахстана и эшелоны с воинскими частями на запад.
После войны посёлок пережил бурное развитие: росло число улиц, увеличилась численность населения. К 1950 году она составила 10050 человек.
Первое здание вокзала было построено в 1905 году. В 1950 году появилось нынешнее здание, его характерная особенность: расположение между путями как на Николаевской магистрали, связавшей Санкт-Петербург и Москву. В целом за годы своего существования станция неоднократно реконструировалась. Сейчас станция Бердяуш — один из крупнейших узлов Южно-Уральской железной дороги.
В силу исторических причин (в связи с тем, что основные предприятия Бердяуша относятся к железнодорожной сфере) в посёлке сложился уклад жизни, ориентированный на московский часовой пояс, что не раз привлекало внимание СМИ. Тем не менее официально в Бердяуше действует екатеринбургское время, как и на всей территории Челябинской области.

## Название
Название станции, а затем посёлку дано по реке Бердяуш (Большой Бердяуш), притоку Большой Сатки. У исследователей до сих пор нет единого мнения о том, что означает этот гидроним. «-уш» — имяобразующий аффикс. Корень в переводе с тюркских языков может означать: подарил, отдал или богом данный.
В башкирском языке есть слово «бәрҙе», которое обозначает хариус, ценную рыбу, которая в чистых горных реках и часто именуемую уральским лососем.

## Население
| 1959   | 1970  | 1979  | 1989  | 2002  | 2005  | 2006  |
| ------ | ----- | ----- | ----- | ----- | ----- | ----- |
| 11 186 | ↘9133 | ↘7792 | ↘6530 | ↘5672 | ↘5487 | ↘5354 |
| 2007   | 2008  | 2009  | 2010  | 2011  | 2012  | 2013  |
| ↘5335  | ↗5347 | ↘5155 | ↗5304 | ↘5289 | ↘5223 | ↘5155 |
| 2014   | 2015  | 2016  | 2017  | 2018  | 2019  | 2020  |
| ↘5112  | ↘5071 | ↘5017 | ↗5018 | ↘4946 | ↘4803 | ↘4606 |
| 2021   | 2023  |       |       |       |       |       |
| ↘3909  | ↘3860 |       |       |       |       |       |

По данным Всероссийской переписи, в 2010 году численность населения посёлка составляла 5304 человека (2438 мужчин и 2866 женщин).
Проживают русские, башкиры.

## Экономика
Станция Бердяуш — крупный железнодорожный узел направлений на Челябинск, Уфу, Дружинино и Бакал. Также в посёлке действует Бердяушский щебёночный завод. Работает пекарня.

## Социальная сфера
Работают культурно-досуговый центр и библиотека.

## Религия
Православные храмы
- Достопримечательностью является деревянная церковь Николая Чудотворца, построенная в 1911 году.

Мечети
- Строится мечеть

## Известные жители
- Алексей Степанович Головин — Герой Советского Союза.
- Григорий Иванович Папышев — полный кавалер ордена Славы.
- Васёв Валерий Владимирович - общественный деятель.